# Casa Romañá
La Casa Romañá és una obra eclèctica de Capellades (Anoia) inclosa a l'Inventari del Patrimoni Arquitectònic de Catalunya.

## Descripció
Casa de planta rectangular de planta baixa i tres pisos, amb pati a darrere i coberta a dues vessants. La façana presenta una composició simètrica amb quatre eixos i obertures verticals, éssent les de la primera planta les més destacades enmarcades amb guardapols ornamentats amb palmetes, mènsules i motllurats, i tancades amb barana de ferro. La planta baixa té dues portes d'accés d'arc rebaixat situades als extrems. La façana ha estat arreglada recentment.